# Domfessel
Domfessel je občina v departmaju Bas-Rhin francoske regije Alzacija.
Leta 1990 je v občini živelo 279 oseb oz. 45 oseb/km².